# G-taste
『G-taste』（ジーテイスト）は、八神ひろきの漫画作品。

## 概要
作者の個人的趣味で描かれたというお色気作品であり、OL、ナース、バニー、メイド、モデル、レースクイーン、婦警、教師、女子高生、チャイナドレス姿、水着姿など、さまざまな女性キャラクターが登場する。また、『2人におまかせ!』や『DEAR BOYS』といった他の八神作品の女性キャラクターも登場する。
『ミスターマガジン』1996年9号より連載が開始された。2000年1月に同誌休刊により連載中断。『ヤングマガジンアッパーズ』2000年10号より連載を再開するが、後に同誌も2004年10月に休刊となり、それと同時に本作も終了した。
『月刊ヤングマガジン』10号（2010年9月）で一度だけ掲載された。2010年11月22日に、アニメーションDVD付きのコミックの『G-Best G-taste ベストセレクション』が発売された。
18禁OVA化、小説化、実写ドラマ化などメディアミックス展開された。

## 単行本
- 『G-taste』全7巻
- 『G-taste SとM』全3巻
- 『G-taste 4と2分の1』全1巻
- 『G-taste コスプレ・スペシャル』全1巻
- 『G-taste 水着スペシャル』全1巻
- 『G-taste フェチの快楽』全1巻
- 『T7 G-Taste キャラクターズ』全1巻
- 『動くG-taste』全1巻
- 『G‐taste マガジンノベルス』全3巻
- 『コスチューム着せ替えペーパー G-taste & 動くG-taste』全1巻
- 『G-Best G-taste ベストセレクション』全1巻
- 『G-taste G-Girlsコレクション・フェチ・データ』全1巻

## OVA版
18禁OVA（アダルトアニメ）として、VHSとDVDが1999年から2003年にかけて発売された。アニメーション制作はA.I.C.。
- 『G-taste 〜八木沢 萌〜』
- 『G-taste 〜森村 奈々〜』
- 『G-taste 〜神無月 舞〜』
- 『G-taste 〜水越 沙耶香〜』
- 『G-taste 〜川村 美鈴〜』
- 『G-taste ディレクターズカット』
- 『G-taste 〜瀬能 明日香〜』
- 『G-taste 〜真行寺 由奈〜 FINAL』

2014年に、『G-taste 八木沢萌・森村奈々・神無月舞 編』のDVDと、『G-taste 水越沙耶香・川村美鈴・瀬能明日香・真行寺由奈 編』のDVDがそれぞれ発売された。

## ベストセレクション付属DVD
2010年11月22日に発売されたコミックの『G-Best G-taste ベストセレクション』に付いているアニメーションDVD。

### 声の出演
- 如月里緒菜 - 本見りん
- 四方堂由姫 - 優記
- 森村奈々 - 向日葵
- 瀬能明日香 - 波奈束風景
- 神無月舞 - 青空あきの
- 女医 - 蘭東カズミ

### スタッフ
- 原作 - 八神ひろき
- 監督 - 西島克彦
- キャラクターデザイン - 清丸悟（如月里緒菜）、佐藤陵（四方堂由姫）、山内則康（森村奈々）、桜井正明（瀬能明日香）、加藤真人（神無月舞）
- 美術監督 - 糸満昭
- 色彩設計 - 三笠修
- コンボジットディレクター - 津田涼介
- 編集 - 宇都宮正記
- 音楽 - 悠木真一
- 音響監督 - 明田川仁
- アニメーションプロデューサー - 黄樹弐悠、先川幸矢
- プロデューサー - 安永尚人、細谷祐介、半田有美
- アニメーション制作 - AIC PLUS+
- 製作 - 講談社

### 主題歌
テーマソング「JOKER」
作詞・作曲・歌 - 榊原ゆい / 編曲 - 原田勝通（Angel Note）

### 各話リスト
| 話数 | キャラクター | 絵コンテ | 演出     | 作画監督 |
| ---- | ------------ | -------- | -------- | -------- |
| 1    | 如月里緒菜   | 清丸悟   | 清丸悟   | 清丸悟   |
| 2    | 四方堂由姫   | 佐藤陵   | 佐藤陵   | 佐藤陵   |
| 3    | 森村奈々     | 山内則康 | 山内則康 | 山内則康 |
| 4    | 瀬能明日香   | 桜井正明 | 桜井正明 | 桜井正明 |
| 5    | 神無月舞     | 松居英樹 | 加藤真人 | 加藤真人 |

## 実写ドラマ版
テレビ朝日をキー局に、2001年4月5日から同年6月28日まで毎週木曜日深夜27時14分から27時44分に放送された実写連続ドラマ。

### 内容
1話完結のオムニバス形式で、釈由美子がストーリーテラーとなり、当時人気のあったグラビアアイドル達が毎回一人ずつこの作品のキャラクターに扮し主演した。

### サブタイトル
| 話数   | サブタイトル          |
| ------ | --------------------- |
| 1      | 女子高生 遠藤美季     |
| 2      | 婦人警官 草壁純       |
| 3      | バスガイド 仁科葵     |
| 4      | 教師 水越沙耶香       |
| 5      | ウェイトレス 城ヶ崎唯 |
| 6      | OL 八木沢萌           |
| 7      | 受付嬢 神薗史華       |
| 8      | 女医 風吹京花         |
| 9      | 秘書 神無月舞         |
| 10     | 女子高生 川村美鈴     |
| 11     | OL 如月里緒菜         |
| 最終話 | 看護婦 瀬能明日香     |

- 制作会社：「G-taste」製作委員会、ANB
- 使用曲
  - オープニングテーマ：Angel〜あなたに会えたから〜
  - エンディングテーマ：ドラマティックに恋をして

## その他
カードブック
『トレカブックGーtaste』全5巻
CD-ROM
『G-taste CD-ROM』全1巻
『八神ひろきG-Taste CD-ROM』全3巻
フィギュア
トレーディングフィギュア、カプセルフィギュア、ガレージキットが発売されている。
ゲーム
G-taste麻雀
アーケード版（2002年4月稼動）
PlayStation 2版（フィギュア同梱スペシャル版/通常版：2003年4月24日、彩京べすと：2003年12月11日）
マージャンG-taste（Windows 98/Me/2000/XP対応：2002年12月20日）
モバイルコンテンツ
2003年9月26日　対戦麻雀G-taste 配信開始
2006年12月22日　パチスロG-taste激 神無月舞 編 配信開始
2007年1月12日　パチスロG-taste萌 八木沢 萌 編 配信開始
2007年2月9日　パチスロG-taste激 星野 麻由 編 配信開始
2007年3月1日　パチスロG-taste萌 瀬能 明日香編 配信開始
講談社モバイルにて順にリリース。他に「G-taste 麻雀魅惑牌」「G-tasteブラックジャック」のアプリ版の配信も講談社モバイルでは行われた。